# Дети фестиваля
Де́ти фестива́ля или фестива́льные де́ти — появившийся при СССР в 1960-е — 1980-е годы бытовой стереотип или клише, подразумевающее детей от советских людей и людей из стран Африки, Латинской Америки или зарубежной Азии.
Конкретно, этот фразеологизм обозначает родившихся при Советском Союзе от разных этносов или народов, которые отдалены по миру. Считается[кем?], что впервые массовое появление метисов и мулатов вызвал прошедший в Москве в 1957 году VI Всемирный фестиваль молодёжи и студентов. Предположительно, на возникновение сочетания этих слов, могла повлиять начальная строчка гимна фестиваля: «Дети разных народов, мы мечтою о мире живём…» («Гимн демократической молодёжи»).

## Предыстория

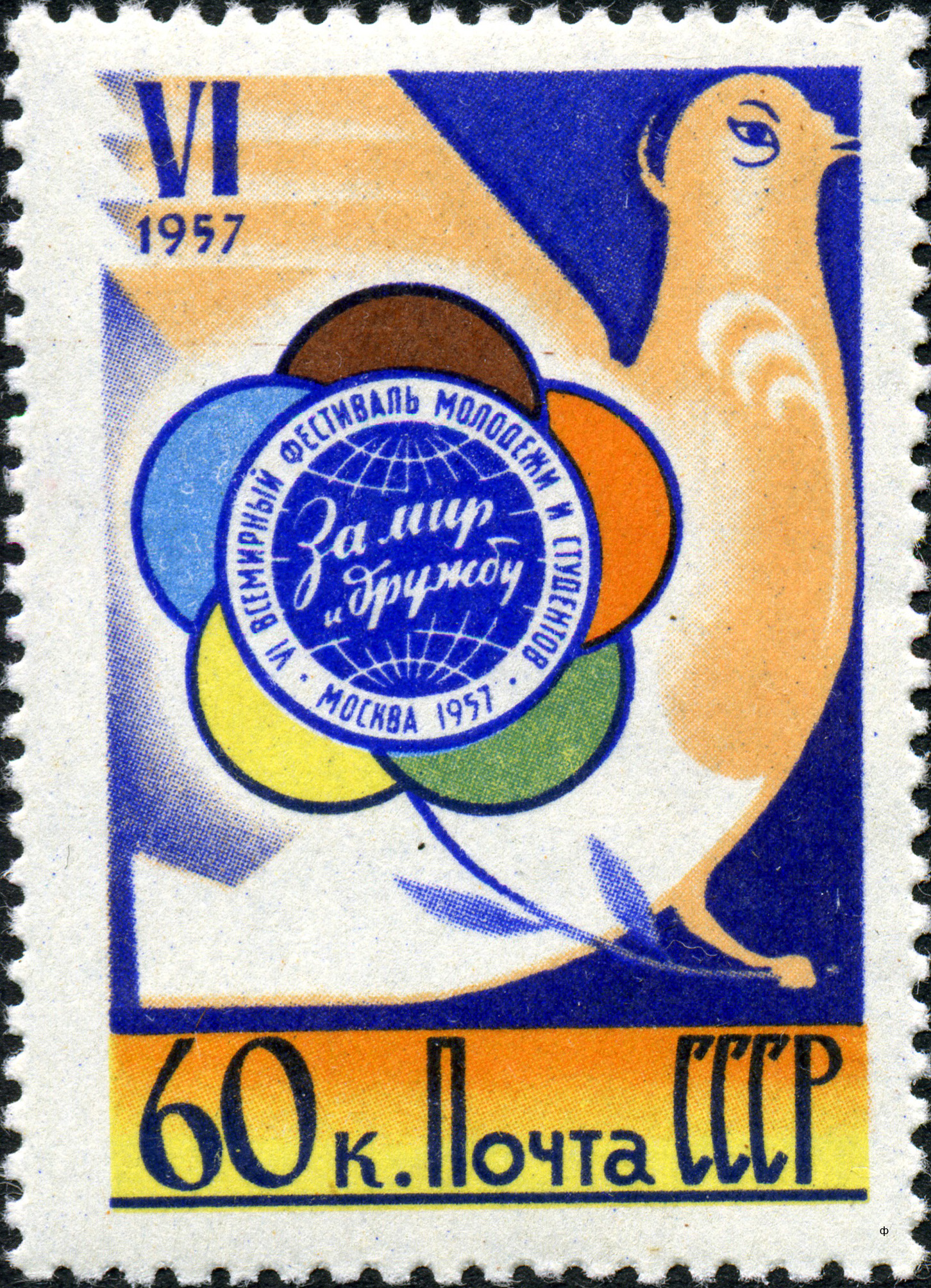
Почтовая марка СССР с эмблемой фестиваля (1957)

Долгое время миграция в Россию людей негроидной расы с последующим их укоренением на новой родине из-за географической отдалённости могла происходить лишь эпизодически, как единичные случаи.
Относительно заметным началом появления в России чернокожих можно считать период индустриализации в СССР 1930-х годов, когда частью приехавших из США инженеров, коммерсантов, представителей интеллигенции были негры. В определённом количестве они обосновывались в Советском Союзе на годы, а иногда и заводили семьи и оставались насовсем (см., например, Паттерсон, Джеймс Ллойдович). На данном этапе такие случаи в масштабах страны, впрочем, оставались скорее единичными и не оценивались коренным населением как особое явление.

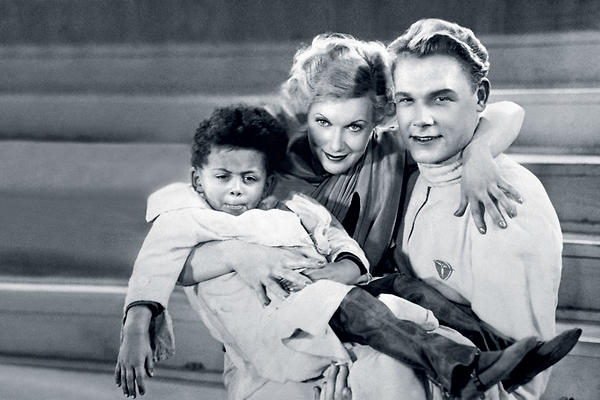
Джеймс Паттерсон, Любовь Орлова и Сергей Столяров. Кадр из к/ф «Цирк» (1936)

Всемирный фестиваль молодёжи и студентов 1957 года вызвал, таким образом, «новую волну» — в отличие от предыдущих, замеченную советским обществом. В статье о московском фестивале Артём Кречетников, «Би-би-си», отмечает:
«Оттепель» принесла с собой новые принципы: иностранцы делятся на плохих и хороших, и последних неизмеримо больше; все трудящиеся — друзья СССР; если они пока и не готовы строить социализм, то уж точно хотят мира во всём мире, и на этой почве мы с ними столкуемся… Теперь всё западное перестали отвергать чохом… Появился специальный термин: «люди доброй воли». Не стопроцентно наши, но и не враги. Они-то и съехались в Москву.

## Фестиваль
Символом молодёжного форума, на который прибыли десятки тысяч делегатов от левых молодёжных организаций из 131 страны мира, стал Голубь мира, придуманный Пабло Пикассо. Во время фестиваля стремительно распространилась мода на джинсы, кеды и игру бадминтон. Популярными стали музыкальные суперхиты Rock Around the Clock, «Гимн демократической молодёжи», «Если бы парни всей Земли…» и «Подмосковные вечера». Фестиваль стал во всех смыслах значимым и взрывным событием для юношей и девушек. Известный джазмен Алексей Козлов позже пишет о тех днях:

Ни туристы, ни бизнесмены в страну ещё не приезжали, дипломаты и редкие журналисты просто так на улицах не появлялись. Поэтому, когда мы вдруг увидели на улицах Москвы тысячи иностранцев, с которыми можно было общаться, нас охватило что-то вроде эйфории….
Я помню, как светлыми ночами на мостовой улицы Горького стояли кучки людей, в центре каждой из них несколько человек что-то горячо обсуждали. Остальные, окружив их плотным кольцом, вслушивались, набираясь ума-разума, привыкая к самому этому процессу — свободному обмену мнениями.

### Версии
Среди тысяч делегатов было немало представителей негроидной расы — это были посланцы Африки, находившейся в самом разгаре процесса деколонизации. Ряд делегаций представляли не государства, а национально-освободительные движения, зачастую находящихся у себя на родине в подполье. Последних старались принять особенно сердечно. Советская пресса часто и подробно рассказывала о трудностях и опасностях, которые им пришлось преодолеть, чтобы попасть в Москву. Писатель Анатолий Макаров рассказывает:

Годы обретения независимости странами Африки

От Манежной площади прямо по мостовой, пренебрегая гудками машин и милицейскими трелями, подымалась толпа, никогда на московских улицах не виданная. Пёстрая, почти карнавально разодетая, непочтительная, весёлая, звенящая гитарами, бьющая в барабаны, дующая в дудки, орущая, поющая, танцующая на ходу, хмельная не от вина, а от свободы и самых чистых и лучших чувств, незнакомая, неизвестная, разноязыкая — и до озноба, до боли родная…
Фестиваль ехал по Москве в автобусах и в открытых грузовиках (на всех гостей автобусов не хватало). Он плыл по Садовому кольцу, которое представляло собой бескрайнее человеческое море. Вся Москва, простецкая, только-только пришедшая в себя после военных карточек и очередей… кое-как приодевшаяся, едва начавшая выбираться из подвалов и коммуналок, стояла на мостовой, тротуарах, крышах домов и тянула к проезжающим гостям руки, истосковавшиеся по пожатию таких же тёплых человеческих рук. Географическая карта обрела конкретное воплощение. Мир действительно оказался потрясающе разнообразен.

Согласно общепринятым представлениям, позже растиражированным уже перестроечной и российской прессой, тесный эмоциональный контакт молодых москвичей и москвичек со своими зарубежными сверстниками не ограничивался беседами о мире и дружбе и порой заходил гораздо дальше. У простого советского человека была масса вопросов по поводу темнокожих, в том числе не совсем приличных вопросов. Егор Телицын, работавший в дни фестиваля патрульным милиционером, вспоминает:

В районе Ленинских гор задержали группу мужчин. Они расположились за кустами посреди газона, в центре — два молодых африканца. Пьяные и нагишом. Стали разбираться, и один из мужиков объясняет: мол, поспорили с друзьями, какого цвета у них «хозяйство». Для разрешения вопроса купили несколько бутылок водки и уговорили (жестами!) прогуливавшихся мимо делегатов завернуть «на пикничок». Когда те как следует нагрузились, их удалось убедить устроить стриптиз. Как раз к разгару событий мы и подоспели. Африканцев отправили в гостиницу, а наших — в ближайшее отделение…

По свидетельствам участников событий, «было очень много иностранных людей, которых в России никто до этого не видел. Я имею в виду в первую очередь негров, да и просто других национальностей. Наши девочки прямо с ума сходи». Телекритик Ирина Петровская пишет в «Известиях» о фестивальных днях, что тогда «любовь между советскими комсомолками и посланцами всех стран и континентов вспыхивала сама по себе, ни у кого не спрашивая разрешения». Алексей Козлов в своих нашумевших мемуарах «Козёл на саксе» публикует пикантные подробности:

Сам я не был участником этих событий, но слышал много рассказов, которые в основных деталях были схожи. А происходило вот что. К ночи, когда темнело, толпы девиц со всех концов Москвы пробирались к тем местам, где проживали иностранные делегации. Это были различные студенческие общежития и гостиницы, находившиеся на окраинах города… В гостиничные корпуса советским девушкам прорваться было невозможно, так как всё было оцеплено профессионалами-чекистами и любителями-дружинниками. Но запретить иностранным гостям выходить за пределы гостиниц никто не мог.
…События развивались с максимальной скоростью. Никаких ухаживаний, никакого ложного кокетства. Только что образовавшиеся парочки скорее удалялись подальше от зданий, в темноту, в поля, в кусты, точно зная, чем они немедленно займутся. Особенно далеко они не отходили, поэтому пространство вокруг гостиниц было заполнено довольно плотно, парочки располагались не так уж далеко друг от друга, но в темноте это не имело значения. Образ загадочной, стеснительной и целомудренной русской девушки-комсомолки не то чтобы рухнул, а скорее обогатился какой-то новой, неожиданной чертой — безрассудным, отчаянным распутством. Вот уж, действительно «в тихом омуте…»
…Срочно были организованы специальные летучие моторизованные дружины на грузовиках, снабжённые осветительными приборами, ножницами и парикмахерскими машинками для стрижки волос наголо. Когда грузовики с дружинниками, согласно плану облавы, неожиданно выезжали на поля и включали все фары и лампы, тут-то и вырисовывался истинный масштаб происходящей «оргии». Любовных пар было превеликое множество. Иностранцев не трогали, расправлялись только с девушками… у них выстригалась часть волос, делалась такая «просека», после которой девице оставалось только одно — постричься наголо и растить волосы заново… Слухи о происходящем моментально распространились по Москве. Некоторые, особо любопытные, ходили к гостинице «Турист», в Лужники и в другие места, где были облавы, чтобы просто поглазеть на довольно редкое зрелище.

Спустя девять месяцев после Всемирного фестиваля молодёжи и студентов весной 1958 года на свет стали появляться «дети фестиваля». Молодым матерям сложно было скрыть плоды тех мимолётных связей из-за чёрной кожи внебрачных детей, и каждый выход на прогулку превращался в наглядную демонстрацию произошедшего. Консервативное общественное мнение было настроено негативно: негритёнок в коляске считался признаком лёгкого поведения его матери. Владимир Контровский в повести «Последний офицер» даёт такую уничижительную характеристику одному из её героев:

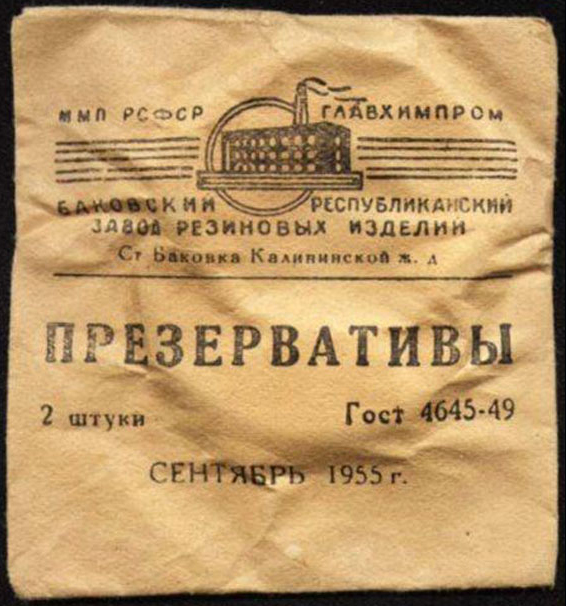
Советские презервативы (1955)

Его бабушка, царство ей небесное, была одной из комсомолок-энтузиасток, с распростёртыми коленками встречавших гостей Московского Международного фестиваля молодёжи и студентов, прибывших из стран Азии и Африки, только-только освободившихся от ига проклятых колонизаторов.
Интернациональная дружба не знала границ, и когда волна восторгов схлынула, на песке, промокшем от девичьих слёз, шустрыми крабиками остались многочисленные «дети фестиваля» — с противозачаточными средствами в Стране Советов было туго. Не минула чаша сия и Валерину бабулю: у неё родился чёрненький сынишка — весь в папу. Борец за независимость вернулся на родину, нимало не задумываясь о последствиях своей пылкой, но краткой любви в далёкой северной стране, а его отпрыск вырос.

В фильме Валерия Тодоровского «Стиляги» проблема детей фестиваля рассматривается ретроспективно, с налётом лирики и щемящей ностальгии. Подчёркивается протест молодёжи против советского бездушия и формализма, а также лучшие черты советского народа — терпимость, готовность принять в семью любого ребёнка, вне зависимости от обстоятельств его рождения. Несмотря на попытки некой романтизации и переосмысления прошлого, в фильме хорошо просматривается весь тот негатив, который вызывался неожиданным рождением чернокожего ребёнка-мулата в простой советской семье. О связи советских женщин с представителями негроидной расы в период фестиваля вкратце говорится в фильме Карена Шахназарова «Город Зеро», в сцене в подземном краеведческом музее, а также в фильме Владимира Феоктистова «Фанат» (хронология фильма подразумевает Олимпиаду-80 в Москве как более позднее событие, аналогичное фестивалю молодёжи и студентов). Данная тема кратко затронута и в телесериале «Фишер» (2023) — показан детский дом, в котором много детей-мулатов, это недовольно комментируется работницей детского дома (она ссылается на «фестиваль»), ближе к концу сериала становится известно, что женщина-следователь, приходившая в детский дом, воспитывает темнокожую девочку.
Негативное отношение к матерям зачастую переносилось в дальнейшем и на самих детей фестиваля. Например, Дмитрий Быков, как и предыдущий автор, считает, что последние очень часто пополняли преступные сообщества или просто болтались на улице, так как росли без отцов. Газета «Иностранец» отмечает, что многие из детей фестиваля 1957 года и их потомков «зависли» между двух цивилизаций.
Некоторые оценки общей численности детей фестиваля доходят до «множество» или «более 40 тысяч» человек. Некоторые издания даже считают, что после фестиваля 1957 года в СССР возникла новая этническая группа. Тем не менее, авторитетная оценка численности темнокожих детей фестиваля колеблется от «единиц» до «десятков».

### Статистика
Журналист А. Добровольский упоминает якобы попадавшуюся ему на глаза сводную статистическую выписку, подготовленную для руководства МВД СССР, зафиксировавшую рождение суммарно 531 мулата. Необходимо отметить, что организованные газетой «Труд» поиски следов детей фестиваля неевропеоидных рас в различных профильных государственных, общественных и правозащитных структурах (фонд «Метис», Институт этнологии и антропологии, Центр межнационального сотрудничества, Московский дом национальностей) и вовсе не дали результатов.
Фестиваль проходил с 28 июля по 11 августа 1957 года. Всего в Москву прибыло 34 тысячи иностранцев. Самыми многочисленными были делегаты европейских стран; в частности, по две тысячи человек приехало из вполне белокожих Франции и Финляндии.
Наталья Крылова, доктор исторических наук, главный научный сотрудник Института Африки РАН, отмечает, что темнокожих гостей фестиваля обоего пола насчитывалось порядка 5—6 тысяч — и они не были предоставлены сами себе, в рамках фестивальной программы за две недели было проведено свыше восьмисот мероприятий с их активным участием. Так что даже если предположить обоюдную гиперсексуальность сторон, за отведённое время не могло получиться сколь-нибудь значимого количества половых контактов, а их результаты могут исчисляться десятками. Тем более, что между советской и иностранной молодёжью были сильнейшие культурные различия, к которым в данном случае добавлялись и расовые.
Так, по данным газеты «Іностранец», даже в нынешней России число потомков межэтнических связей с иностранцами достигает всего 7—9 тысяч в год на страну, а средний 30-летний россиянин в среднем из общего числа своих сексуальных партнёрш (около десяти до этого возрастного рубежа) имеет менее 0,001 иностранки — в то время как его ровесник-американец из тех же своих десяти сексуальных партнёрш имеет 0,2 иностранки, а француз из 15 — 0,5. То есть говорить о «толпах» жаждущих "экзотического" секса в 1957 году не приходится: слишком высоки предохраняющие межцивилизационные барьеры. Общество таким образом оберегает своих членов от межэтнических контактов не из расизма как такового, а из большой разницы культур, существенно снижающей шансы потенциальной пары на счастливый брак.
Будущий нобелевский лауреат Габриель Гарсия Маркес, в 1957 году никому ещё не известный колумбийский журналист, в своих воспоминаниях о фестивальных московских буднях и праздниках свидетельствует:

Советские товарищи хотели дружить, однако, москвичи подозрительно упрямо сопротивлялись, когда мы изъявляли желание прийти к ним в гости. И лишь несколько человек уступили нашему напору.

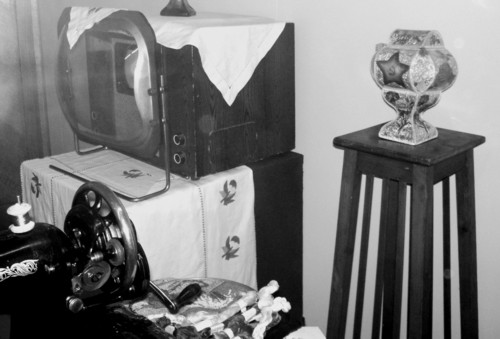
Интерьер советской квартиры 1950-х годов

Маркес, впрочем, связал это с их чувством стеснения от бедности своих жилищных условий. Что, однако, плохо вяжется с воспоминаниями Макарова, находившегося «по другую сторону баррикад»:

Компанию французов мы привели в гости к нашему однокласснику, в огромную московскую коммуналку, переделанную из бывших номеров. Каким-то образом весь старый двор узнал, что в квартире на втором этаже принимают молодых парижан, и народ повалил к нам с пирогами, с вареньем, естественно, с бутылками и прочими дарами простого русского сердца. Француженки ревели в голос. Между прочим, происходило всё это на Пушечной улице, в ста метрах от знаменитого здания, мимо которого москвичи в те годы проходили, рефлекторно опуская глаза и ускоряя шаг.
Некоторый свет на причину появления различных легенд проливают данные органов внутренних дел и госбезопасности, которыми поделился Владлен Кривошеев, тогда — инструктор орготдела МГК ВЛКСМ. Накануне фестиваля прошла сходка «воров в законе», принявшая решение о полном сворачивании криминала в эти дни в Москве и обеспечении соответствующего контроля над неорганизованным преступным элементом. Причина проста: мероприятие политическое, поэтому в случае чего пришлось бы отвечать не по уголовным статьям УК, а «с политикой» в нагрузку.
Перед фестивалем со всего Союза в Москву начали съезжаться настоящие проститутки. Власти опасались вспышки венерических заболеваний. Поэтому нескольких особо известных профессионалок силами милиции вывезли за город, попортили им причёски и велели предупредить остальных. Это возымело эффект: случаев организованного коммерческого секса за две фестивальные недели зафиксировано не было. Наталья Крылова говорит:
Девочки с косичками по моде того времени, белых носочках, воспитанные на книжках Гайдара, просто не могли спровоцировать сексуальную пандемию. Тогда царствовал романтический инфантилизм, а не потребность совокупляться. Мы только-только выползали из-под идеологического колпака. Всё походило на контакт со внеземной цивилизацией. Но никто же не собирается вступать сразу в интимную близость с зелёными человечками.
Не находит подтверждений и легенда о легкомыслии и беззаботности иноплеменных папаш: большой постфестивальной проблемой для МВД и КГБ были остававшиеся в Москве под разными предлогами члены иностранных делегаций. Всех их выуживали и негромко выпроваживали из страны в индивидуальном порядке.

## Явление

«Холодная война» к 1980 году

### Причины появления
В конце 1940-х — начале 1950-х годов, когда возглавлявшийся СССР «второй мир» (страны социализма) находился на пике своей внешней экспансии, руководство ЦК партии осознало и приняло ряд решений по организации процесса массовой подготовки кадров для стран Азии, Африки и Латинской Америки — как путём организации обучения советских специалистов (для чего требовалось значимое количество носителей соответствующих языков), так и путём привлечения студентов самих этих стран в Москву и другие города СССР с целью надлежащей перспективной подготовки настоящих и будущих местных управленческих, военных и предпринимательских элит просоветской ориентации.
В результате уже в 1944 году был учреждён Институт международных отношений (ИМО, ныне МГИМО); за год до фестиваля, в 1956 году, при МГУ был создан Факультет восточных языков, эволюционировавший в Институт стран Азии и Африки (ИСАА), а через три года после фестиваля, в 1960 году, был открыт Университет дружбы народов, нынешний РУДН. Приём студентов и наём преподавателей, первоначально осуществлявшийся по линии общественных организаций, затем был выделен в отдельную и важную задачу для посольств и консульств СССР в соответствующих странах.
Всё это закономерно привело к скачкообразному увеличению в Москве на рубеже 1950—1960-х годов количества иностранцев из стран Азии, Африки и Латинской Америки. Только один УДН имени Патриса Лумумбы ежегодно выпускал в те годы около 300—350 специалистов — то есть в течение пяти лет учёбы только в одном этом вузе в Москве постоянно проживало около полутора тысяч представителей неевропеоидных рас. Эти цифры, впрочем, ниже приводимых Евгением Жирновым в журнале «Власть»:
Во второй половине 1950-х количество студентов-иностранцев в СССР резко возросло. В советских вузах начали появляться первые представители развивающихся государств […]. С начала 1960-х годов советское руководство перешло от штучного производства друзей Страны Советов за рубежом к массовому… Формально им предоставляли стипендии для обучения советские общественные организации — от профсоюзов до обществ дружбы с зарубежными странами. А с открытием в 1960 году Университета дружбы народов имени Патриса Лумумбы (УДН) у каждой из развивающихся стран появилась квота для приёма студентов... В 1970 году основную часть иностранных учащихся составляли граждане соцстран — 4301 человек. 1057 студентов приехали из Азии, 1414 — из Африки, 347 — из Латинской Америки.
Очевидно, что они, а также персонал остальных ориентированных на взаимоотношения с «третьим» и «четвёртым миром» советских вузов, способствовали появлению детей фестиваля в гораздо большей степени, нежели сам двухнедельный фестиваль 1957 года, вдохновивший москвичей на необидный эвфемизм, характеризовавший реальное явление. Обозреватель РЕН-ТВ Сергей Карамаев, однако, заключает:

Подавляющее большинство населения Советского Союза об Африке знало разве что из стихов Чуковского — африканцы же, в свою очередь, ровно столько же знали об СССР… Возникла и другая проблема — так как количество африканских студентов было куда большим, чем студенток, то очень скоро африканцы обратили своё внимание на русских девушек. Самим представительницам прекрасного пола это, наверное, было приятно, но вот мужская часть населения России восприняла это, мягко говоря, с недружелюбием.
И началось… По признаниям самих африканцев, русские обходились с ними крайне грубо — пихали на улицах и называли «чёрными обезьянами», чаще же всего в свой адрес африканцы слышали «назад, на пальму». В 1963 году весьма либеральная Daily News из Наталя писала: «Напряжённость в отношениях между африканскими студентами и русскими начала проявляться всерьёз. Африканцы, которые едут в США, подспудно ждут, что там их будут бить на улицах, но вместо этого оказывается, что их там даже не оскорбляют. В то же время они приезжают в Москву, считая, что там их встретят как героев и борцов за национальное освобождение — и вместо лавровых венков натыкаются на неприязненное отношение».
…К середине 1960-х годов руководство соцстран перестало испытывать иллюзии по поводу африканцев и «освободившихся» стран Африки… Говоря проще, соцстраны столкнулись с дилеммой: они протянули Африке руку дружбы, но когда Африка подошла к ним вплотную, то неожиданно они поняли, что африканцы им не нравятся. С другой стороны стоит отметить, что и в Африке больших симпатий к СССР не испытывали.

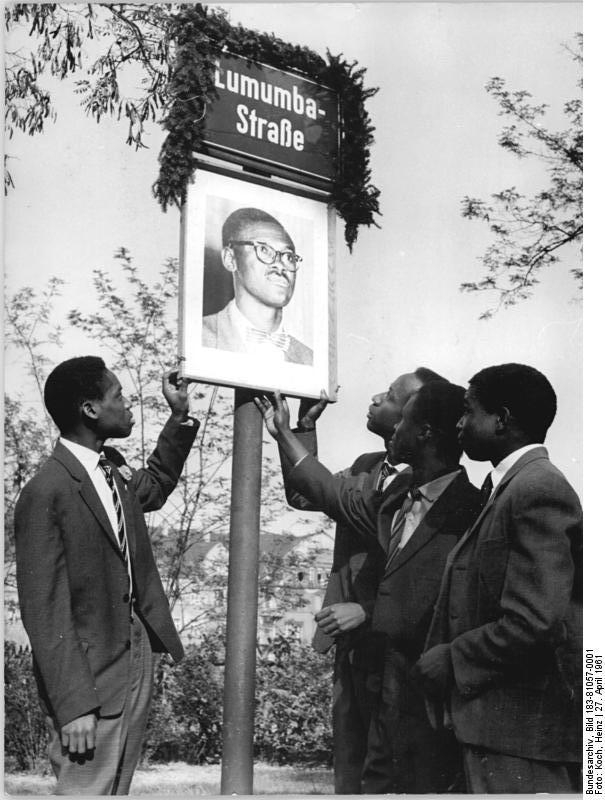
«Дети Лумумбы» (Лейпциг, Лумумба-штрассе, 1961)

### Термины-конкуренты
Метафора «дети фестиваля» толерантно и, в то же время, в меру иронично называла явление советских мулатов и вплоть до 2000-х годов служила основным обозначающим термином. Тем не менее общественное мнение время от времени генерировало на злобу дня и дополнительные. Специализированные словари, публикации в прессе упоминают среди таковых:
- «Дети Патриса Лумумбы»[19][20][К 4] или «дети Лумумбы»[21] (от названия Университета дружбы народов имени Патриса Лумумбы)
- «дети Олимпиады»[22] (от XXII летних Олимпийских игр, проходивших в 1980 году в Москве).

Кроме того, после проведения в столице в 1985 году XII Всемирного фестиваля молодёжи и студентов устоявшееся словосочетание «дети фестиваля» зачастую стало распространяться на периоды после обоих фестивалей, 1957 и 1985 годов (порой модифицируясь в «дети фестивалей»).
Однако ни один из описанных терминов не смог вытеснить первоначальный, пока на рубеже 1990-х — 2000-х годов не возникло понятие «афророссияне», созданное по аналогии с «афроамериканцы», — более удачное в силу отсутствия хронологической и обстоятельственной привязки, а также благодаря активной популяризации в СМИ с подачи самих российских мулатов. Авторство термина в 2002 году приписала себе телеведущая Елена Ханга. В 2019 году ряд СМИ и блогеров ввёл в оборот термин «дети Мундиаля», где сравнили ситуацию с рождением цветных детей после фестивалей и Олимпиады с аналогичной ситуацией после Чемпионата мира по футболу 2018 года, который проходил в России.

### Отражение в культуре
Персонаж российского актёра-мулата Григория Сиятвинды в дилогии Параграф 78 носит позывной Фестиваль.